# 1547 no Brasil
Esta é uma cronologia dos fatos acontecimentos de ano 1547 no Brasil.

## Eventos
- Fundação de Bertioga.[1]

## Nascimentos
- Salvador Correia de Sá, o Velho, nobre e militar português, que ocupou por duas vezes o cargo de governador-geral do Rio de Janeiro (m. 1631).[2]